# Adriaen van de Velde
Adriaen van de Velde, nizozemski slikar, * 30. november 1636, Amsterdam, † 21. januar 1672, Amsterdam.
Rodil se je v slikarski družini, saj sta bila njegov oče, Willem van de Velde starejši in brat, Willem van de Velde mlajši, tudi slikarja.